# Protapanteles artonae
Protapanteles artonae är en stekelart som först beskrevs av Sievert Allen Rohwer 1926.  Protapanteles artonae ingår i släktet Protapanteles och familjen bracksteklar. Inga underarter finns listade i Catalogue of Life.